# 7199 Бріанца
7199 Бріанца (7199 Brianza) — астероїд головного поясу, відкритий 28 березня 1994 року.
Тіссеранів параметр щодо Юпітера — 3,287.